# Zsdála
Zsdála (horvátul: Ždala) falu Horvátországban Kapronca-Kőrös megyében. Közigazgatásilag Gólához tartozik.

## Fekvése
Kaproncától 25 kilométerre keletre, községközpontjától 8 kilométerre délkeletre fekszik, a Dráva bal partján, a Zsdála-patak mellett, közvetlenül a magyar határ mellett, Somogyudvarhelytől légvonalban alig néhány kilométerre.

## Története
A régészeti leletek tanúsága szerint területe már ősidők óta lakott volt. A „Telek” nevű régészeti lelőhelyén  talált leletek kora az ókortól a középkorig terjed. A helyszínt elsősorban a kora középkori időszak jellemzi, amelynek során ez a hely a 9. és 11. század között működő kohászati központként létezett.
A mai falu területén egykor még két másik falu is létezett, Ogorelo Polje és Bukevlje, melyeket azonban a Dráva árvize elmosott. Egyházi iskoláját 1814-ben alapították. A falunak 1857-ben 670, 1910-ben 1622 lakosa volt. 1895-ben egyházilag elszakadt a gólai plébániától és önálló plébániát alapított. A trianoni békeszerződésig Belovár-Kőrös vármegye Szentgyörgyi járásához tartozott. 2001-ben a 718 lakosa volt. Szinte teljes népessége beszéli a magyar nyelv egyik dialektusát, még ha horvátoknak is vallják magukat. A fiatalok körében a magyar nyelvtudás már fokozatosan elveszik. Zsdálának van egy óvodája és általános iskolája. A településen önkéntes tűzoltóegylet, labdarúgóklub, horgászegyesület és nőegylet működik.

## Nevezetességei
Szentháromság tiszteletére szentelt római katolikus plébániatemploma. A templom 1884 és 1894 között épült historizáló stílusban. Egyhajós, négyszögletes alaprajzú épület, keleti oldalán keskenyebb, sokszögben záródó szentéllyel és sekrestyével és a homlokzata feletti harangtoronnyal.